# Sabujo

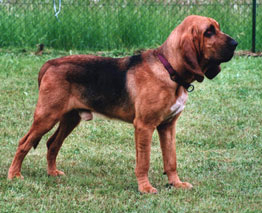
Bloodhound, um clássico sabujo.

Sabujo (em inglês:  Scent hound) são os cães hounds originalmente utilizados como cães de caça  de busca que localizam a presa predominantemente pelo olfato, diferentemente dos cães lebreis (em inglês: Sight hound), que localizam a presa predominantemente pela visão. Inclui raças como o foxhound americano, o beagle, o Bloodhound e o Basset hound.

## Raças de sabujo
Essas são raças ditas como sabujos:
- Foxhound-americano
- Foxhound-inglês
- Foxhound-brasileiro
- Beagle
- Beagle harrier(variação da raça anterior)
- Bloodhound
- Basset hound
- Harrier
- Otterhound
- Coonhound
- Rastreador brasileiro
- Sabujo-alemão
- Sabujo-espanhol
- Sabujo-montanhês-da-baviera
- Sabujo-helênico
- Sabujo-finlandês
- Sabujo-austriaco
- Sabujo-de-hygen
- Sabujo-de-Halden
- Sabujo-de-Posavac
- Sabujo-da-Ístria-de-pelo-duro
- Sabujo-da-Ístria-de-pelo-liso
- Sabujo eslovaco